# Asura postica
Asura postica är en fjärilsart som beskrevs av Moore 1878. Asura postica ingår i släktet Asura och familjen björnspinnare. Inga underarter finns listade i Catalogue of Life.